# Graf de coneixement

Exemple de diagrama conceptual

En la representació i el raonament del coneixement, un graf de coneixement és una base de coneixement que utilitza un model de dades o topologia estructurada en grafs per representar i operar amb dades. Els gràfics de coneixement s'utilitzen sovint per emmagatzemar descripcions interconnectades d'entitats – objectes, esdeveniments, situacions o conceptes abstractes – alhora que codifica la semàntica o les relacions de forma lliure subjacents a aquestes entitats.
Des del desenvolupament de la web semàntica, els grafs de coneixement sovint s'han associat amb projectes de dades obertes enllaçades, centrant-se en les connexions entre conceptes i entitats. També estan històricament associats i utilitzats per motors de cerca com Google, Bing, Yext i Yahoo; motors de coneixement i serveis de resposta a preguntes com WolframAlpha, Siri d'Apple i Amazon Alexa; i xarxes socials com LinkedIn i Facebook.
Els desenvolupaments recents en ciència de dades i aprenentatge automàtic, particularment en xarxes neuronals de grafs i aprenentatge de representacions, i també en aprenentatge automàtic, han ampliat l'abast dels grafs de coneixement més enllà del seu ús tradicional en motors de cerca i sistemes de recomanació. S'utilitzen cada cop més en la recerca científica, amb aplicacions notables en camps com la genòmica, la proteòmica i la biologia de sistemes.

## Història
El terme va ser encunyat ja el 1972 pel lingüista austríac Edgar W. Schneider, en una discussió sobre com construir sistemes d'instrucció modulars per a cursos. A finals de la dècada de 1980, la Universitat de Groningen i la Universitat de Twente van iniciar conjuntament un projecte anomenat Grafs de Coneixement, centrat en el disseny de xarxes semàntiques amb arestes restringides a un conjunt limitat de relacions, per facilitar àlgebres al graf. En les dècades següents, la distinció entre xarxes semàntiques i grafs de coneixement es va tornar borrosa.
Alguns dels primers gràfics de coneixement eren específics de cada tema. El 1985 es va fundar Wordnet, un programa que capturava les relacions semàntiques entre paraules i significats. – una aplicació d'aquesta idea al llenguatge mateix. El 2005, Marc Wirk va fundar Geonames per capturar les relacions entre diferents noms geogràfics i ubicacions i entitats associades. El 1998, Andrew Edmonds, de Science in Finance Ltd, al Regne Unit, va crear un sistema anomenat ThinkBase que oferia raonament basat en la lògica difusa en un context gràfic. ThinkBase LLC.
El 2007, DBpedia i Freebase es van fundar com a repositoris de coneixement basats en grafs per a coneixement d'ús general. DBpedia es va centrar exclusivament en dades extretes de la Viquipèdia, mentre que Freebase també incloïa una sèrie de conjunts de dades públics. Cap dels dos es va descriure a si mateix com un "gràfic de coneixement", però va desenvolupar i descriure conceptes relacionats.
El 2012, Google va introduir el seu Gràfic de Coneixement, basant-se en DBpedia i Freebase, entre altres fonts. Més tard van incorporar contingut RDFa, Microdata i JSON-LD extret de pàgines web indexades, com ara el CIA World Factbook, Wikidata i Wikipedia. Els tipus d'entitats i relacions associats amb aquest graf de coneixement s'han organitzat més a fons utilitzant termes del vocabulari schema.org. El Gràfic de Coneixement de Google es va convertir en un complement reeixit per a la cerca basada en cadenes dins de Google, i la seva popularitat en línia va fer que el terme s'utilitzés més comú.
Des de llavors, diverses grans multinacionals han anunciat l'ús dels gràfics de coneixement, popularitzant encara més el terme. Aquests inclouen Facebook, LinkedIn, Airbnb, Microsoft, Amazon, Uber i eBay.
El 2019, l'IEEE va combinar les seves conferències internacionals anuals sobre "Big Knowledge" i "Data Mining and Intelligent Computing" en la Conferència Internacional sobre Knowledge Graph.

## Definicions
No hi ha una única definició comunament acceptada d'un graf de coneixement. La majoria de definicions veuen el tema a través de la lent de la web semàntica i inclouen aquestes característiques:
- Relacions flexibles entre el coneixement en dominis temàtics: un graf de coneixement (i) defineix classes abstractes i relacions d'entitats en un esquema, (ii) descriu principalment entitats del món real i les seves interrelacions, organitzades en un graf, (iii) permet potencialment interrelacionar entitats arbitràries entre si, i (iv) cobreix diversos dominis temàtics.[13]
- Estructura general: una xarxa d'entitats, els seus tipus semàntics, propietats i relacions.[14][15] Per representar propietats, sovint s'utilitzen valors categòrics o numèrics.
- Suport al raonament sobre ontologies inferides: un graf de coneixement adquireix i integra informació en una ontologia i aplica un raonador per derivar-ne de nou coneixement.

No obstant això, hi ha moltes representacions de grafs de coneixement per a les quals algunes d'aquestes característiques no són rellevants. Per a aquests gràfics de coneixement, aquesta definició més simple pot ser més útil:
- Una estructura digital que representa el coneixement com a conceptes i les relacions entre ells (fets). Un graf de coneixement pot incloure una ontologia que permet tant als humans com a les màquines entendre i raonar sobre el seu contingut.[16][17]

### Implementacions
A més dels exemples anteriors, el terme s'ha utilitzat per descriure projectes de coneixement obert com ara YAGO i Wikidata; federacions com el núvol Linked Open Data; una gamma d'eines de cerca comercials, com ara l'assistent de cerca semàntica Spark de Yahoo, Knowledge Graph de Google i Satori de Microsoft; i els grafs d'entitats de LinkedIn i Facebook.
El terme també s'utilitza en el context d'aplicacions de programari per prendre notes que permeten a un usuari construir un gràfic de coneixement personal.
La popularització dels grafs de coneixement i els seus mètodes d'acompanyament ha portat al desenvolupament de bases de dades de grafs com ara Neo4j, GraphDB i AgensGraph. Aquestes bases de dades de grafs permeten als usuaris emmagatzemar fàcilment dades com a entitats i les seves interrelacions, i faciliten operacions com el raonament de dades, la incrustació de nodes i el desenvolupament d'ontologies en bases de coneixement.
En canvi, els grafs de coneixement virtuals no emmagatzemen informació en bases de dades especialitzades. Depenen d'una base de dades relacional o un llac de dades subjacent per respondre a consultes al gràfic. Aquest sistema de grafs de coneixement virtuals ha d'estar correctament configurat per tal de respondre correctament a les consultes. Aquesta configuració específica es fa mitjançant un conjunt de mapes que defineixen la relació entre els elements de la font de dades i l'estructura i l'ontologia del graf de coneixement virtual.

## Ús d'un graf de coneixement per al raonament sobre dades
Un graf de coneixement representa formalment la semàntica descrivint entitats i les seves relacions. Els grafs de coneixement poden fer ús d'ontologies com a capa d'esquema. D'aquesta manera, permeten la inferència lògica per recuperar coneixement implícit en lloc de permetre només consultes que sol·liciten coneixement explícit.
Per tal de permetre l'ús de grafs de coneixement en diverses tasques d'aprenentatge automàtic, s'han ideat diversos mètodes per derivar representacions de característiques latents d'entitats i relacions. Aquestes incrustacions de gràfics de coneixement permeten connectar-les a mètodes d'aprenentatge automàtic que requereixen vectors de característiques com ara les incrustacions de paraules. Això pot complementar altres estimacions de similitud conceptual.
Els models per generar incrustacions de grafs de coneixement útils solen ser el domini de les xarxes neuronals de grafs (GNN). Les GNN són arquitectures d'aprenentatge profund que comprenen vores i nodes, que es corresponen bé amb les entitats i relacions dels grafs de coneixement. La topologia i les estructures de dades que ofereixen les GNN proporcionen un domini convenient per a l'aprenentatge semisupervisat, en què la xarxa s'entrena per predir el valor d'un node incrustat (sempre un grup de nodes adjacents i les seves vores) o vora (sempre un parell de nodes). Aquestes tasques serveixen com a abstraccions fonamentals per a tasques més complexes com ara el raonament i l'alineació de grafs de coneixement.

### Alineació d'entitats

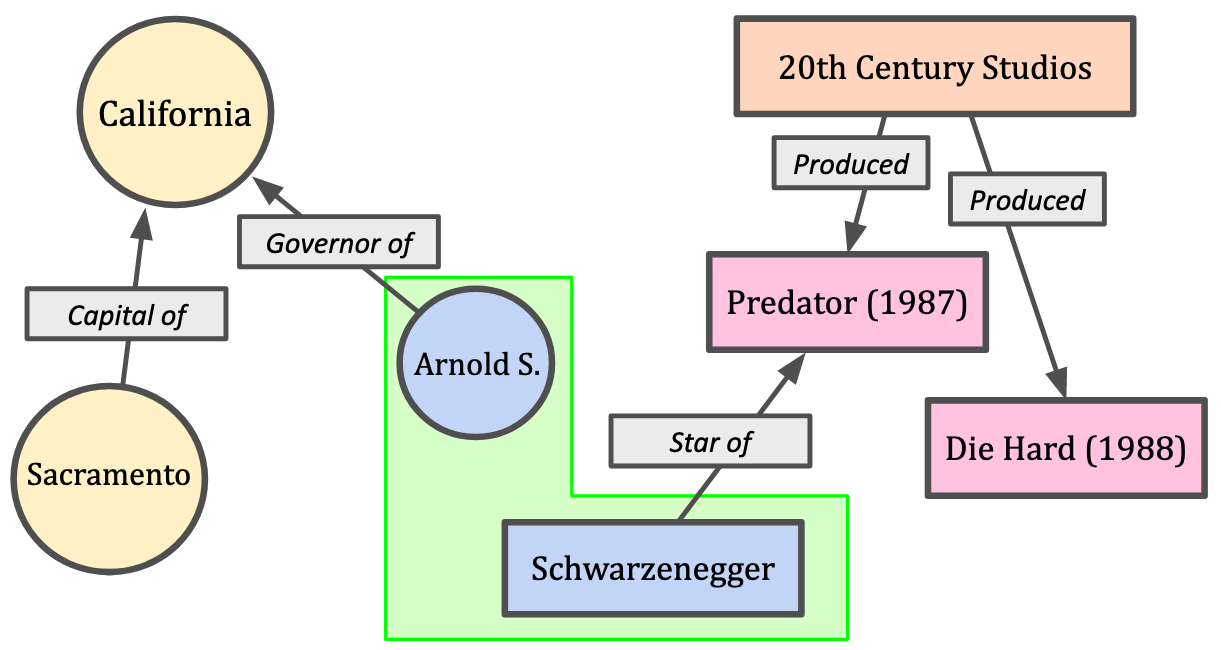
Dos gràfics de coneixement hipotètics que representen temes dispars contenen un node que correspon a la mateixa entitat del món real. L'alineació d'entitats és el procés d'identificar aquests nodes a través de múltiples grafs.

A mesura que es produeixen nous grafs de coneixement en una varietat de camps i contextos, la mateixa entitat inevitablement es representarà en múltiples grafs. Tanmateix, com que no existeix un estàndard únic per a la construcció o representació de grafs de coneixement, resoldre quines entitats de grafs dispars corresponen al mateix subjecte del món real no és una tasca trivial. Aquesta tasca es coneix com a alineació d'entitats de grafs de coneixement i és una àrea de recerca activa.
Les estratègies per a l'alineació d'entitats generalment busquen identificar subestructures similars, relacions semàntiques, atributs compartits o combinacions de les tres entre dos gràfics de coneixement diferents. Els mètodes d'alineació d'entitats utilitzen aquestes similituds estructurals entre grafs generalment no isomòrfics per predir quins nodes corresponen a la mateixa entitat.
Els èxits recents dels models de llenguatge gran (LLM), en particular la seva eficàcia a l'hora de produir incrustacions sintàcticament significatives, han estimulat l'ús dels LLM en la tasca d'alineació d'entitats.
A mesura que creix la quantitat de dades emmagatzemades en grafs de coneixement, el desenvolupament de mètodes fiables per a l'alineació d'entitats de grafs de coneixement esdevé un pas cada cop més crucial en la integració i la cohesió de les dades dels grafs de coneixement.